# Festiwal Górski im. Andrzeja Zawady
Festiwal Górski im. Andrzeja Zawady (daw. Przegląd Filmów Górskich im. Andrzeja Zawady) – festiwal filmowy organizowany od 1995 roku w Lądku-Zdroju, noszący imię Andrzeja Zawady, wspinacza i organizatora wypraw górskich, pioniera himalaizmu zimowego. 

## Historia
Pomysłodawcą i organizatorem Przegladu Filmów Górskich, w 1995 roku, był Zbigniew Piotrowicz. W 2001 roku patronem został Andrzej Zawada, a w latach 2008–2010 organizuje go lądeckie Centrum Kultury i Rekreacji. Od 2011 roku organizatorem jest Maciej Sokołowski.  
Festiwal odbywa się zwykle w przedostatnim tygodniu września, prezentowane filmy obejmują szeroko pojmowaną tematykę górską: autorskie zapisy z wypraw wspinaczkowych i trekkingowych, filmy dokumentalne i fabularyzowane. Od 2006 r. jury Festiwalu Filmów Górskich wybiera najlepsze z przedstawionych filmów w kategoriach Grand Prix, Góry Nieznane (za nowatorskie i niekonwencjonalne spojrzenie na temat gór), oraz Kultura, Ekologia, Człowiek (za najciekawszy film z humanistycznym przesłaniem). Kategorie przyznawania nagród dla najlepszych filmów w kolejnych edycjach imprezy uległy modyfikacjom (patrz lista nagrodzonych filmów). Od 2013 roku w ramach wydarzenia odbywa się także Festiwal Literatury Górskiej, w ramach którego wybierane są Książki Górskie Roku w kilku kategoriach m.in.: Tatralia, Przewodniki, poradniki, monografie, Literatura górsko-podróżnicza i reportaż, Biografie górskie, Literatura wspinaczkowa czy Górska fikcja i poezja. Od 2021 roku Festiwal Literatury Górskiej obejmuje następujące kategorie: 
- Non-Fiction,
- Literatura Fikcjonalna,
- Biografie, Eseje, Szkice, Opracowania Naukowe i Popularnonaukowe, Kategoria Przewodniki i Informatory,
- Albumy,
- Literatura dla Dzieci.

Festiwalowi towarzyszą prelekcje, spotkania z himalaistami, alpinistami, wspinaczami, speleologami, przewodnikami i podróżnikami, zawody sportowe, liczne warsztaty i koncerty. Wśród gości i prelegentów znaleźli się m.in. Adam Bielecki, Krzysztof Wielicki, Dariusz Załuski, Leszek Cichy, Piotr Pustelnik, Wojciech Scelina, Thomas Huber i Elżbieta Sieradzińska.

## Nagrodzone filmy

### 2019
- Grand Prix i III Nagroda Publiczności: Weight of Water reż. Michael Brown
- Najlepszy Film Wspinaczkowy: Hansjörg Auer. No Turning Back, reż. Damiano Levati
- Najlepszy Film o Górach Wysokich i II Nagroda Publiczności: Spectre Expedition, reż. Leo Houlding i Alastair Lee
- Najlepszy Film Polski: Wiatr. Thriller Dokumentalny, reż. Michał Bielawski
- Najlepszy Film o Sportach Górskich: La Barkley Sans Pitié, reż. Alexis Berg, Aurélien Delfosse
- Najlepszy Film Krótkometrażowy: Viacruxis, reż Ignasi López Fàbregas
- Najlepszy Film w kategorii Człowiek i Góry: This Mountain Life, reż. Grant Baldwin
- Wyróżnienie: Tierra Del Viento, reż. Laura Belinky i Harda, reż. Marcin Polar
- I Nagroda Publiczności: Ostatnia Góra, reż. Dariusz Załuski

### 2018
- Grand Prix i I Nagroda Publiczności: Dawn Wall reż. Josh Lowell i Peter Mortimer
- Najlepszy Film Wspinaczkowy: Reel Rock 12: Stimped, reż. Cedar Wright i Taylor Keating
- Najlepszy Film o Górach Wysokich: Addicted to Altitute, reż. Pavol Barabas
- Najlepszy Film Polski: Dreamland, reż. Stanisław Berbeka
- Najlepszy Film o Sportach Górskich: Mira, reż. Lloyd Belcher
- Najlepszy Film Krótkometrażowy: My Big White Things&Me, reż Hannah Maia
- Najlepszy Film w kategorii Człowiek i Góry: Blue Heart, reż. Britton Caillouette
- Wyróżnienie: Mothered by Mountains, reż. Renan Ozturk i Loved By All The Story of Apa Sherpa, reż. Eric Crosland
- II Nagroda Publiczności: Into Twin Galaxies, reż. Jochen Schmoll
- III Nagroda Publiczności: Notes from the Wall, reż. Siebe Vanhee

### 2017
- Grand Prix i II Nagroda Publiczności: Sloboda pod nakladom, reż. Pavol Barabas
- Najlepszy Film Wspinaczkowy i I Nagroda Publiczności: Mama, reż. Wojciech Kozakiewicz??? czy Wojtek?
- Najlepszy Film o Górach Wysokich: Everest, un reto sobrehumano, reż. Aitor Barez
- Najlepszy Film Polski: Piotr Malinowski. 33 zgłoś się, reż. Robert Żurakowski i Bartosz Szwast
- Najlepszy Film o Sportach Górskich: Biegacze, reż. Łukasz Borowski
- Najlepszy Film Krótkometrażowy: What If You Fly, reż Renan Ozturk
- Najlepszy Film Fabularny Festiwali w Lądku: Pokot, reż. Agnieszka Holland we współpracy z Kasią Adamik
- II Nagroda Publiczności: Last Honey Hunters, reż. Ben Knight

### 2016
- Grand Prix: Down to Nothing, reż. Renan Ozturk
- Najlepszy Film o Ludziach Gór: K2 and The Invisible Footman, reż. Iara Lee!!!!!
- Najlepszy Film Wspinaczkowy: Reel Rock 11 - Brette, reż. Peter Mortimer, Josh Lowell i Nick Rosen
- Najlepszy Film o Górach Wysokich: Citadel, reż. Alastair Lee
- Najlepszy Film o Jaskiniach: Diving into Unknow, reż. Juan Reina
- Najlepszy Film o Sportach Zimowych: Grand Siberian Traverse, reż. Leo Hoorn
- Najlepszy Film o Sportach Ekstremalnych: Dare to Soar – Flying withe the Condors, reż. Claudio von Planta
- Najlepszy Film Polski: Alpine Wall Tour, reż. Wojciech Kozakiewicz
- Najlepszy Film o Biegach Górskich: Last Time I Heard True Silence, reż. Tim O’Donnell
- Najlepszy Film Krótkometrażowy: When We Were Knights, reż Anson Fogel
- Najlepszy Film Niegórski: Korona Warszawy – Prawdziwa Historia, reż. Jan Mencwel i Szczepan Żurek
- Nagroda Publiczności: Reel Rock 11 – Dodo’s Delight, reż Sean Villanueva O’Driscoll, Josh Lowell, Nick Rosen i Peter Mortimer

### 2015
- Grand Prix im. Artura Hajzera: Jeff Lowe’s Metanoia, reż. Jim Aikman
- Najlepszy Film o Ludziach Gór: Life For Passion, reż. Paweł Barabosz
- Najlepszy Film Wspinaczkowy: Reel Rock 10 – A Line Across the Sky, reż. Josh Lowell, Nick Rosen i Peter Mortimer
- Najlepszy Film o Górach Wysokich: Dzięki wszystkim, jesteście wielcy, reż. Szymon Kowalczyk i Adam Śmiałek
- Najlepszy Film Podróżniczy: Voyagers Without Trace, reż. Ian McCluskey
- Najlepszy Film o Jaskiniach: The Cave Connection – Into the Unknown, reż. Niko Jeager
- Najlepszy Film o Sportach Zimowych: The Frozen Titans, reż. Bryan Smith i David Pearson
- Najlepszy Film o Sportach Ekstremalnych: The Crash Reel, reż. Lucy Walker
- Najlepszy Film Polski i Nagroda Publiczności: Jurek, reż. Paweł Wysoczański
- Najlepszy Film o Biegach Górskich: Run Free – The True Story of Caballo Blanco, reż. Sterling Noren

### 2014[2]
- Grand Prix im. Artura Hajzera: Valley uprising, reż. Peter Mortimer, Nick Rosen i Josh Lowell
- Najlepszy Film o Ludziach Gór: Verso dove, reż. Luca Bich
- Najlepszy Film Wspinaczkowy: China Jam, reż. Evrard Wendenbaum
- Najlepszy Film o Górach Wysokich: High tension, reż. Peter Mortimer, Josh Lowell, Zachary Barr, Nick Rosen
- Najlepszy Film Podróżniczy: Crossing the ice, reż. Justin Jones
- Najlepszy Film o Jaskiniach: The cave, reż. Zachary Fink
- Najlepszy Film o Sportach Zimowych: Vallhala, reż. Ben Sturgulewski i Nick Waggoner
- Najlepszy Film o Sportach Ekstremalnych: North of the Sun, reż. Inge Wegge i Jorn Nyseth Ranum
- Najlepszy Film Polski: Artur Hajzer – Subiektywnie, reż. Dariusz Kmiecik
- Najlepszy Film Niegórski: Zaz. The Story of Unusual Ascent, reż. Joachim Hellinger
- Nagroda Publiczności: Cerro Tore Snowball’s Chance in Hell, reż. Thomas Dirnhofer

### 2013
- Grand Prix: Two on K2, reż. Dariusz Załuski
- Najbardziej Odbiegający od Konwencji Kina Górskiego: Pod prąd, reż. Piotr Dłużniewski
- Najlepszy Debiut Reżyserski i Nagroda Publiczności: Rower góral i na Ural, reż. Dominik Szmajda
- Najlepszy Film Krótkometrażowy: Cascada, reż. Anson Fogl
- Najlepszy Scenariusz: Pura Vida, reż. Pablo Iraburu i Migueltxo Moliny
- Najlepszy Montaż: Petzl Rock Trip China, reż. Vladimir Cellier
- Najlepsze Zdjęcia: Solo expedition – A short film about Mark Wood, global explorer, reż. Mark Wood

### 2012
- Grand Prix: Art of Freedom, reż. Marek Kłosowicz i Wojciech Slota
- Nagroda im. Andrzeja Zawady dla najlepszego filmu polskiego: Cisza, reż. Sławomir Pstrong
- Kultura, Ekologia, Człowiek – Nagroda Główna: Deklaracja nieśmiertelności, reż. Marcin Koszałka
- Kultura, Ekologia, Człowiek – wyróżnienie: W skale, reż. Maciej Stoczewski
- Góry Nieznane – Nagroda Główna: Vertical sailing Greenland, reż. Sean Villanuev
- Góry Nieznane – wyróżnienie: Moonflower, reż. Alastair Lee
- Nagroda Specjalna: Echoes – outside is hot and sticky, reż. Wojciech Kozakiewicz i Łukasz Warzecha

### 2011
- Grand Prix i Nagroda Publiczności: Trou de Fer
- Kultura, Ekologia, Człowiek: Koń Everestu
- Góry Nieznane: Who are You… Really?

### 2010
- Grand Prix: The Asgard Project
- Kultura, Ekologia, Człowiek: Carstensz - The Seventh Summit
- Góry Nieznane oraz nagroda publiczności: Co się wydarzyło na wyspie Pam

### 2009
- Grand Prix: nie przyznano
- Kultura, Ekologia, Człowiek: Skarby Ani K.
- Góry Nieznane oraz nagroda publiczności: W drodze

### 2008
- Grand Prix i nagroda publiczności: Pustelnicy w górach
- Kultura, Ekologia, Człowiek: The Bear Man of Kamczatka
- Góry Nieznane: The Beckoning Silence

### 2007
- Grand Prix i Nagroda Publiczności i wyróżnienie w kategorii Góry Nieznane: Niematotamto, reż. Marcin Tasiemski
- Kultura, Ekologia, Człowiek: E11, reż. Dave Brown
- Góry Nieznane: Zapach szczytu (The smell of mountain top), reż. Wiktor Trofimow
- Nagroda Specjalna Jury: W podróży z czerwonym bogiem (On the road with the Red God Macheddendranath), reż, Kesang Tsetsen Lama

### 2006
- Grand Prix: Twoje Himalaje, reż. Alberto Inurrategi
- Kultura, Ekologia, Człowiek: Without – wyprawa poza cień, reż. Wojciech Szumowski
- Góry Nieznane: Hot Rock, reż. Melissa Nesbit
- Nagroda publiczności: Czekając na Rosę, reż. Artur Hajzer

## Nagrodzone książki

### 2023
- Grand Prix: Zagubiony w Dolinie Śmierci. Obsesja i groza w Himalajach, autor Harley Rustad
- Literatura fikcjonalna: Schronisko, które przestało istnieć, autor Sławek Gortych

### 2022
- Grand Prix: Żyjąca Góra, autor Nan Shepherd

### 2021
- Grand Prix: Zaklętym w górski kamień, autor Krystyna Palmowska
- Tatralia: Pięć Stawów. Dom bez adresu, autor Beata Sabała-Zielińska

### 2020
- Grand Prix: Kiczery. Podróż przez Bieszczady, autor Adam Robiński
- Tatralia: Skoczkowie. Przerwany lot, autor Dariusz Jaroń

### 2019
- Grand Prix: HALINA. Dziś już nie ma takich kobiet. Opowieść o himalaistce Halinie Krüger-Syrokomskiej, autor Anna Kamińska
- Tatralia: Nagrody nie przyznano. Wyróżnienie: Jak dobrze nam zdobywać góry, autor Ludwik Wilczyński, Witold Sas-Nowosielski

### 2018
- Grand Prix: Artur Hajzer. Droga Słonia, autor Bartek Dobroch
- Tatralia: Zdobycie Tatr, autor Jan Kiełkowski

### 2017
- Grand Prix: Zapisany w kręgach, autor Marek Raganowicz
- Tatralia: O tatrzańskich pocztówkach, autor Adam Czarnowski

### 2016
- Grand Prix: Sztuki piękne pod Tatrami, autor Teresa Jabłońska
- Tatralia: Kroniki zakopiańskie, autor Maciej Krupa

### 2015
- Grand Prix: Mój pionowy świat (album), autor Jerzy Kukuczka
- Tatralia: Morskie Oko - przyroda i człowiek, autor Adam Choiński i Joanna Pociask-Karteczka

### 2014
- Grand Prix: Wielka Encyklopedia Gór i Alpinizmu, autor Małgorzata i Jan Kiełkowski

## Nagrody
- 2008: Muflon na XI Plebiscycie Gospodarczym dla najlepszego przedsięwzięcia promującego region[3]
- 2009: Tytuł “Najlepsze dolnoślaskie” od Dolnośląskiej Organizacji Turystycznej[4]